# Ткаченко, Андрей Лукич
Андрей Лукич Ткаченко (6 апреля 1924 — 2 февраля 2008) — советский педагог, на протяжении более 50 лет руководил изостудией при Доме пионеров города Нальчика, Заслуженный учитель Кабардино-Балкарской АССР.

## Биография
Родился 6 апреля 1924 года в станице Плоская Краснодарского края.
На фронте с июня 1942 года — рядовой, снайпер-разведчик 60-й стрелковой бригады 56 армии Северо-Кавказского фронта.
28 апреля 1943 года под станицей Крымская выполнял задание по блокировке ДОТа противника, при этом был тяжело ранен в левую ногу.
Демобилизован в 1943 году по ранению. Награждён орденом Славы III степени, медалью «За оборону Кавказа», в 1985 году отмечен Отечественной войны I степени.
В 1949 году окончил Самаркандское художественное училище, затем — художественный факультет Кубанского государственного университета.
В 1950 году поступил на работу руководителем изостудии в Дом пионеров города Нальчика, где и проработал до выхода на пенсию более 50 лет.
Двенадцать его воспитанников окончили Российскую Академию художеств, пятьдесят два стали членами Союза художников СССР и России.
Умер в 2008 году.

## Память
В 2011 году имя Андрея Лукича Ткаченко было присвоено республиканскому Музею изобразительных искусств в городе Нальчик.